# Lac Enol
Pour les articles homonymes, voir Enol (homonymie).
Le lac Enol (lago Enol en espagnol) est un petit lac de montagne situé dans la cordillère Cantabrique, dans les Pics d'Europe, dans la communauté autonome des Asturies, à l'extrême nord de l'Espagne. Il se trouve au cœur du parc national des pics d'Europe.

## Géographie
Il forme avec le lac Ercina un ensemble de deux lacs appelé les lacs de Covadonga. Il s'agit du plus grand des deux lacs, distant du lac Ercina de moins de 600 m. Les deux lacs sont séparés par une petite montagne appelée la Picota de Enol. Il est situé à 10 km de Covadonga et à 25 km de Cangas de Onís.

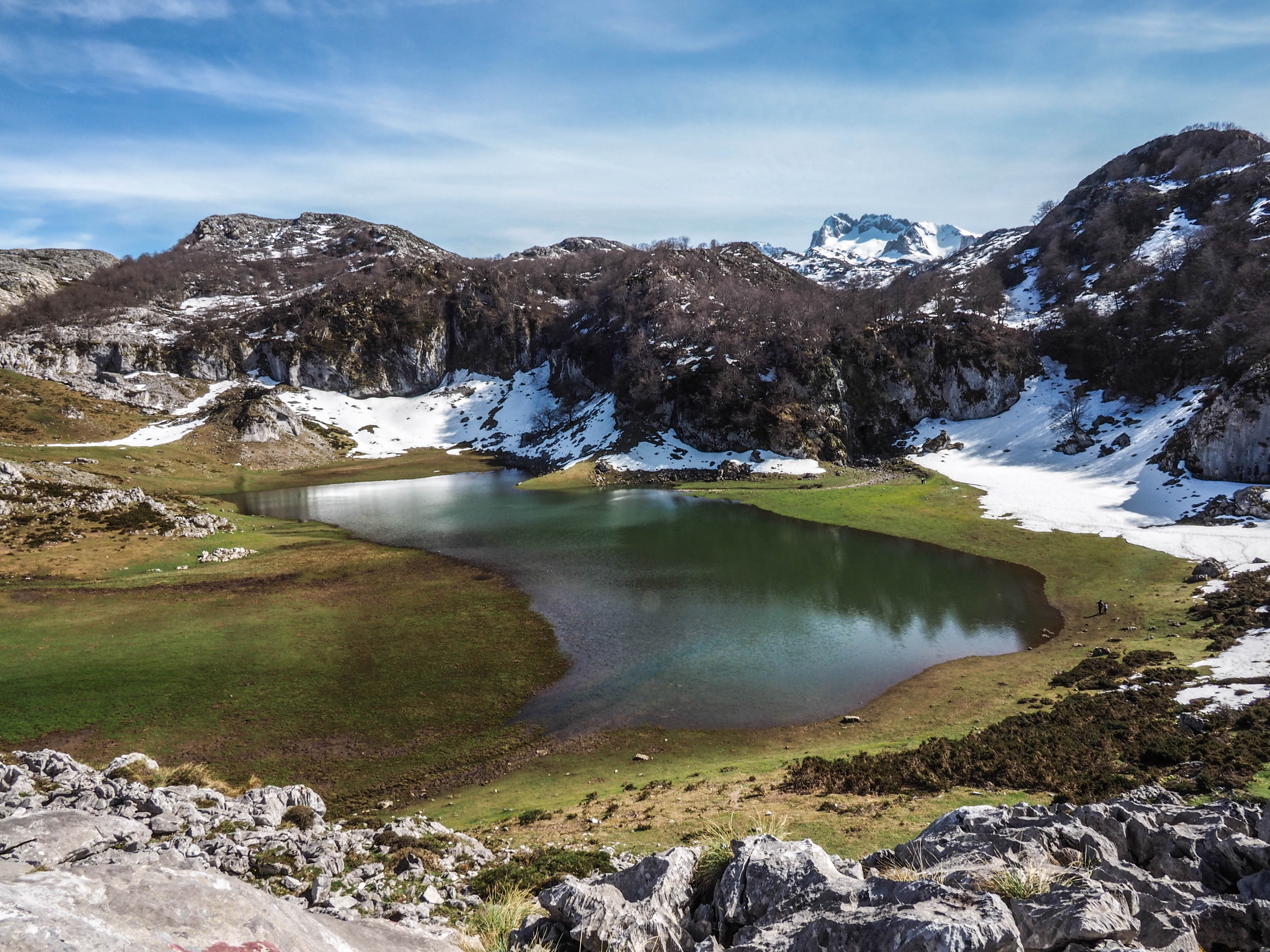
Le lac El Bricial, lagune temporaire qui se vide grâce à des dolines

Un troisième lac peu connu, le lac el Bricial (el lago El Bricial), est aujourd'hui une simple lagune temporaire, seulement en eau à la fonte des neiges ou lors de forts orages et alimenté par la cascade Meana. Il se trouve dans une dépression appelée Vega del Bricial, à 800 m au sud-est du lac Enol, de l'autre côté du Pico Mosquital par rapport au lac Enol. Le fond de la Vega est percé de dolines qui permettent au lac de se vider au travers des roches calcaires.
Le lac Enol se trouve à 1 070 m d'altitude, dans le massif du Cornión (es) également appelé massif occidental. Il est situé entre le Pico Mosquital (1 268 m), la Porra de Enol (1 274 m) et el Cerro de Sobornín (1 183 m). Il est d'une profondeur maximale de 25 m, d'une longueur maximale de 750 m y d'une largeur de 400 m.

### Accès
L'accès en voiture aux lacs de Covadonga se fait à la sortie du village de Covadonga par la CO-4, petite route tortueuse et étroite de montagne en direction du sud-est. D'un dénivelé de 680 m et d'une longueur de 10 km, elle accuse un pente moyenne proche de 7 %, et une pente de 15 % localement.
L'accès est également possible de Pâques à décembre par transport public en bus, au départ de Cangas de Onís ou Covadonga. L'accès en voiture est interdit pendant les périodes touristiques hautes (Pâques, ponts, été), au profit du transport public ou du taxi.
Enfin, un accès aux lacs est possible depuis Caín de Valdeón par un sentier pédestre de montagne à fort dénivelé (voir le chapitre Randonnée).

### Faune

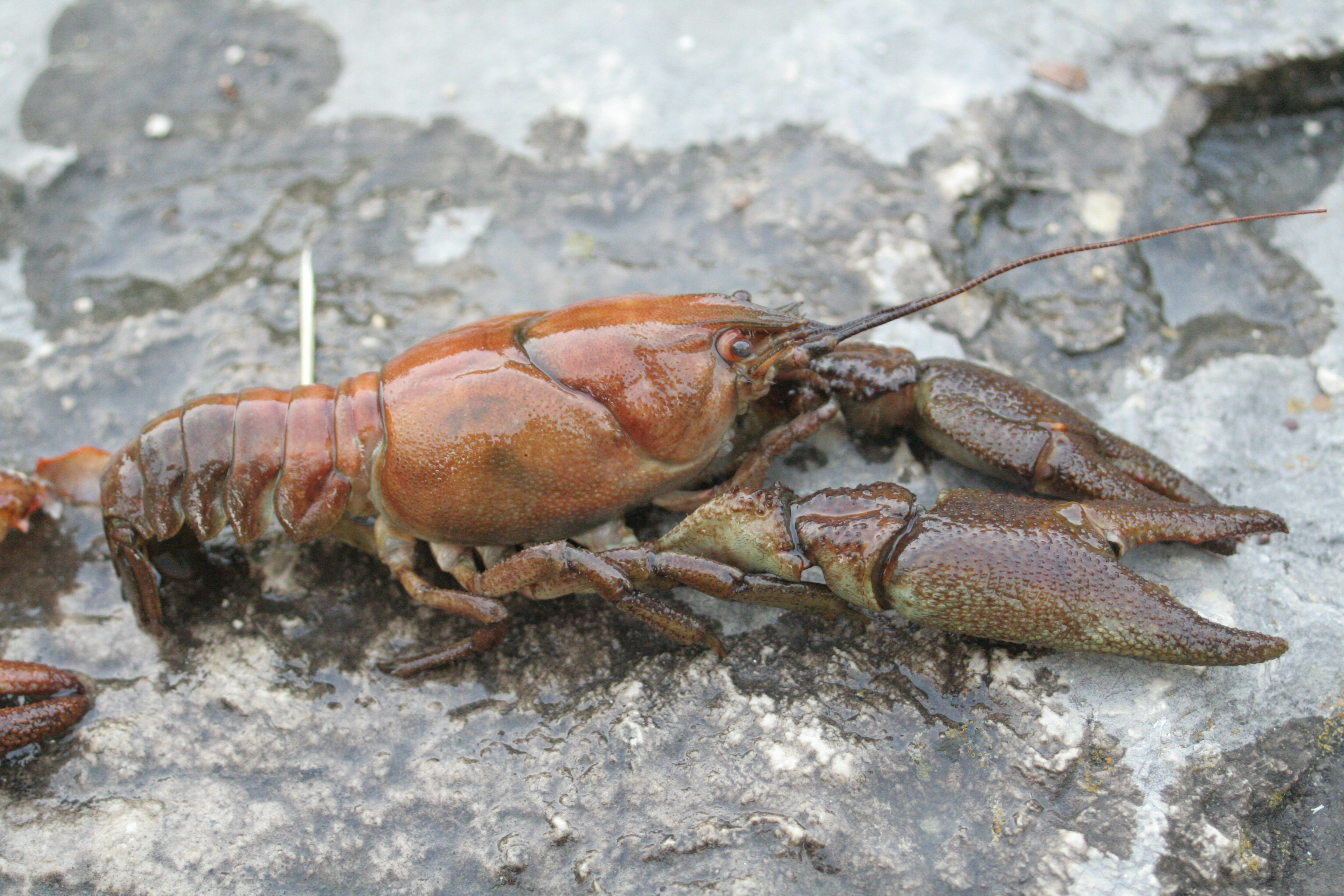
Écrevisse à pattes blanches
(Austropotamobius pallipes phoxinus)

Les lacs de Covadonga ont fait l'objet de divers repeuplements faunistiques dont il reste encore quelques exemples de tanches (Tinca tinca), d'écrevisses (Austropotamobius pallipes phoxinus), de truites (Salmo trutta fario) et de vairon (Phoxinus phoxinus).
Les poissons introduits dans les deux lacs s'alimentent d'invertébrés aquatiques, en particulier de larves de libellules (odonata), de trichoptères (Trichoptera) de petits crustacés et de coléoptères (Coleoptera), bien que les truites se nourrissent également de vairons, dont ils sont, eux aussi, des compétiteurs.

### Flore
On trouve au lac Enol un nombre réduit de charophytes sur la rive. Mais les plantes émergentes sont rares, et dans la zone supralittorale, la végétation de sol humide est très réduite.

## Géologie

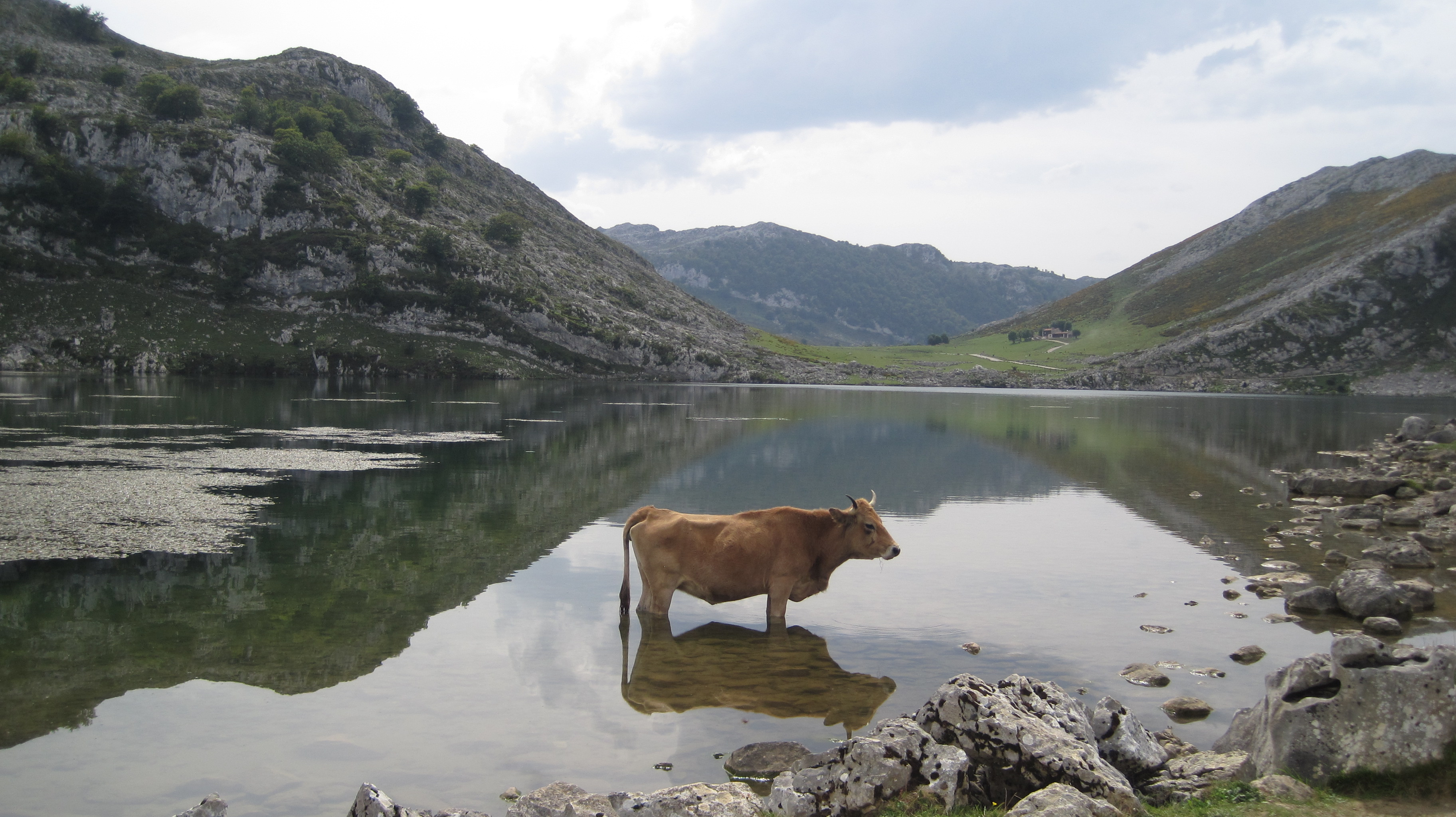
Vue du lac Enol vers le sud, et la Vega de Enol au fond, vallée autrefois creusée par le glacier

### Un passé glaciaire
La formation géologique du lac est due au retrait d'un glacier, dont la moraine frontale résiduelle lui sert de verrou.
L'abondance de failles calcaires de la zone fait que les lacs sont peu fréquents dans les Pics d'Europe. Mais les lacs Enol et Ercina bénéficient de substrats d'ardoise, roche plus imperméable que le calcaire qui retient l'eau, au creux de dépressions sculptées par la glace.

### La Mine de Buferrera

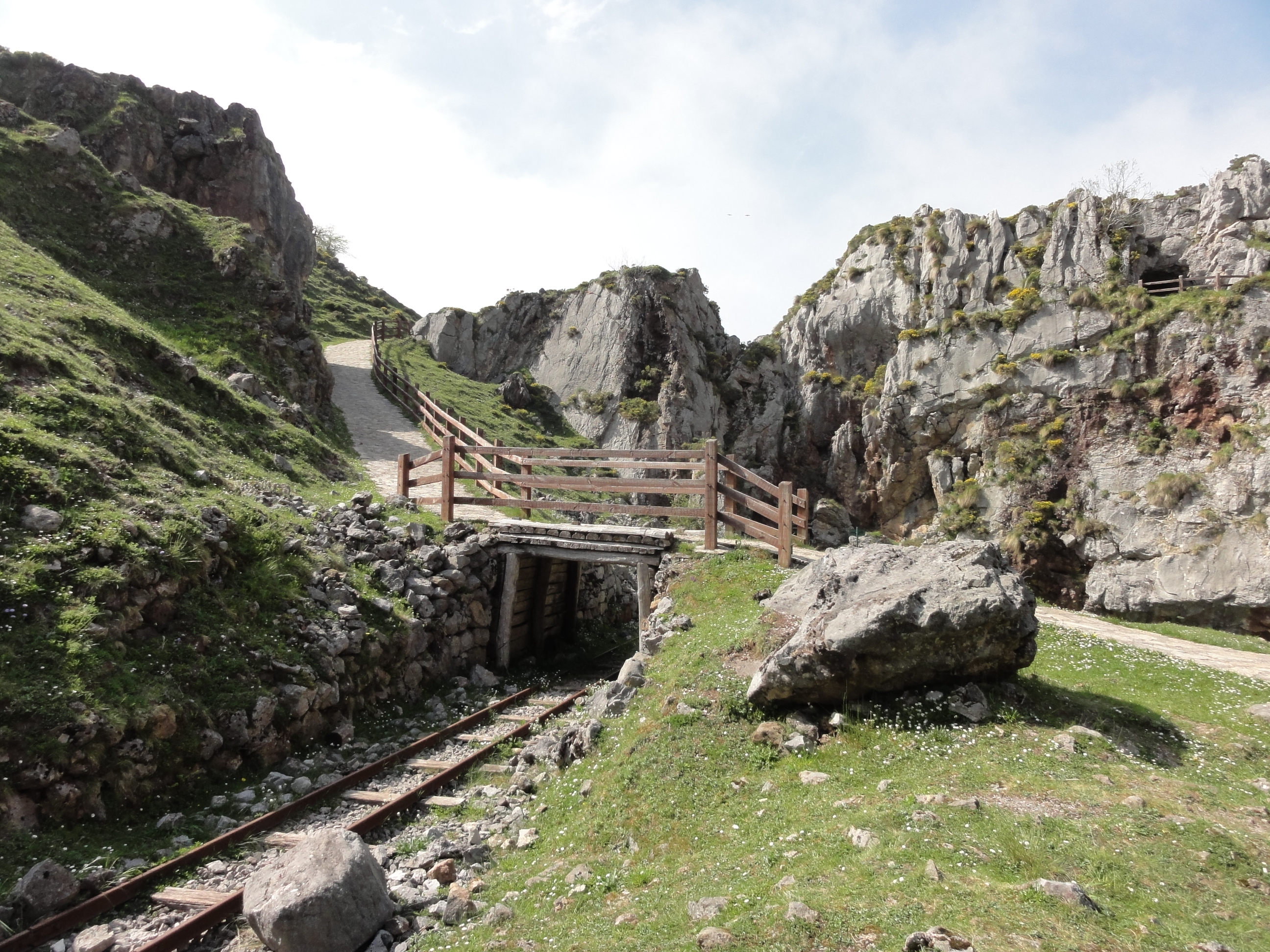
Mine de Buferrera et chaos de roches

À 700 mètres du lac Énol et à 400 mètres du lac Ercina se trouve l'ancienne Mine de Buferrera autrefois exploitée pour le fer et le manganèse,. Un sentier touristique pédagogique pavé permet de circuler près des entrées de la mine et au centre d'un grand chaos de roches, résultat du démantèlement industriel de la moraine latérale dite de la Llomba lors de l'exploitation de la mine. Le parcours est doté de panneaux explicatifs et d'une sculpture en métal représentant un personnage, en hommage aux mineurs de Bufferera,.
Au début de l'exploitation, le manganése de la Mine de Buferrera (1 100 m) est transporté à dos d'homme jusqu'à un lieu proche de Covadonga (150 m), c'est-à-dire sur  d'où il est acheminé à cheval ou en charrette à bœufs jusqu'à Ribadesella. Plus tard, l'entreprise anglaise qui exploite la mine fait construire une route, améliorant le tracé et les caractéristiques du chemin initial. La route actuelle de Covadonga aux lacs est donc un héritage de l'industrie minière. Il existe d'ailleurs de nombreuses mines dans les Asturies, qui ont nécessité aux XIXe et XXe siècles la construction d'une centaine de kilomètres de chemins, toujours existants aujourd'hui, certains ayant fait l'objet de constructions de murs de soutien imposants dans les montagnes, comme le chemin de Urdón à Tresviso.
Après avoir traversé le chaos de roches, le sentier pavé de la mine de Buferrera mène au Mirador del Príncipe (Mirador du Prince, voir la photo panoramique au chapitre Galerie) équipé d'un panneau pédagogique consacré à l'étude du passé glaciaire de la zone.

## Patrimoine et traditions

### Chapelle du Bon Berger

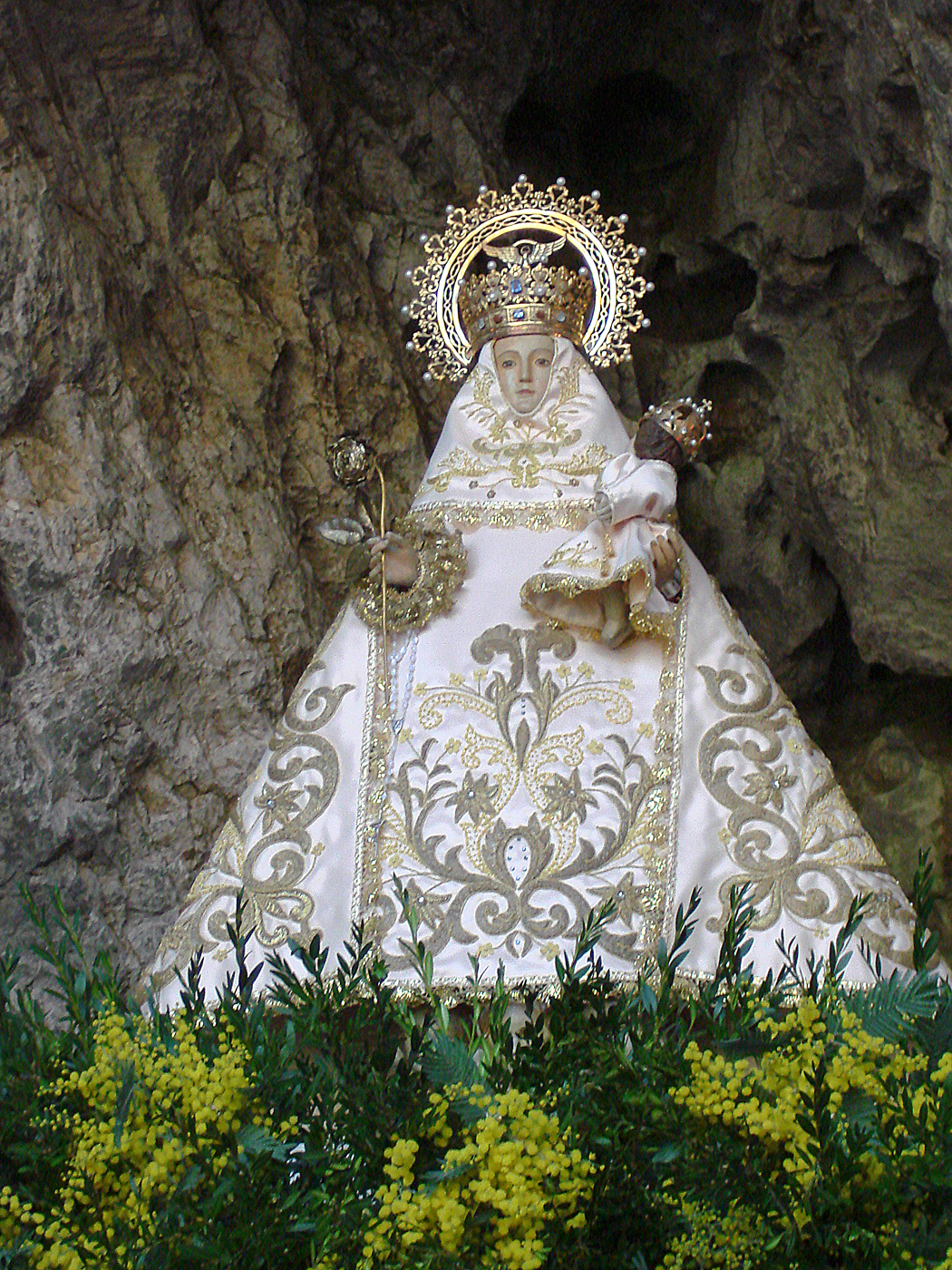
La Vierge de Covadonga, patronne des Asturies

À 600 mètres du lac Enol, dans la Vega de Enol et à 1 070 m d'altitude, a été construite une minuscule chapelle appelée Capilla del Buen Pastor ou Ermita del Buen Pastor (chapelle du Bon Berger). Construite en pierres de taille, elle est dotée d'un petit clocher mais ne possède pas d'espace intérieur, à peine s'agit-il d'un petit espace couvert et ouvert au vent. Elle a été construite pour la protection religieuse des bergers des Pics d'Europe (voir le sous-chapitre suivant La Fête du Berger au lac Enol.

### La Vierge de Covadonga du lac Enol
Comme le veut la tradition depuis 1977, une petite statue de la vierge de Covadonga, également appelée La Santina, trône dans une grotte sous-marine du lac. Chaque année, le 8 septembre, le Jour des Asturies (Día de Asturias (es) en espagnol), elle est extraite de ses eaux froides par des plongeurs. Le 8 septembre 2012, comme tous les ans, elle est accueillie par les dévôts de la région, pleins de ferveur religieuse, avec des applaudissements et des larmes, puis repeinte pour être emmenée à la messe proclamée pour cette festivité. Elle rejoint ensuite à nouveau son trône subaquatique dans l'eau du lac Enol jusqu'à l'année suivante.

### La Fête du Berger au lac Enol

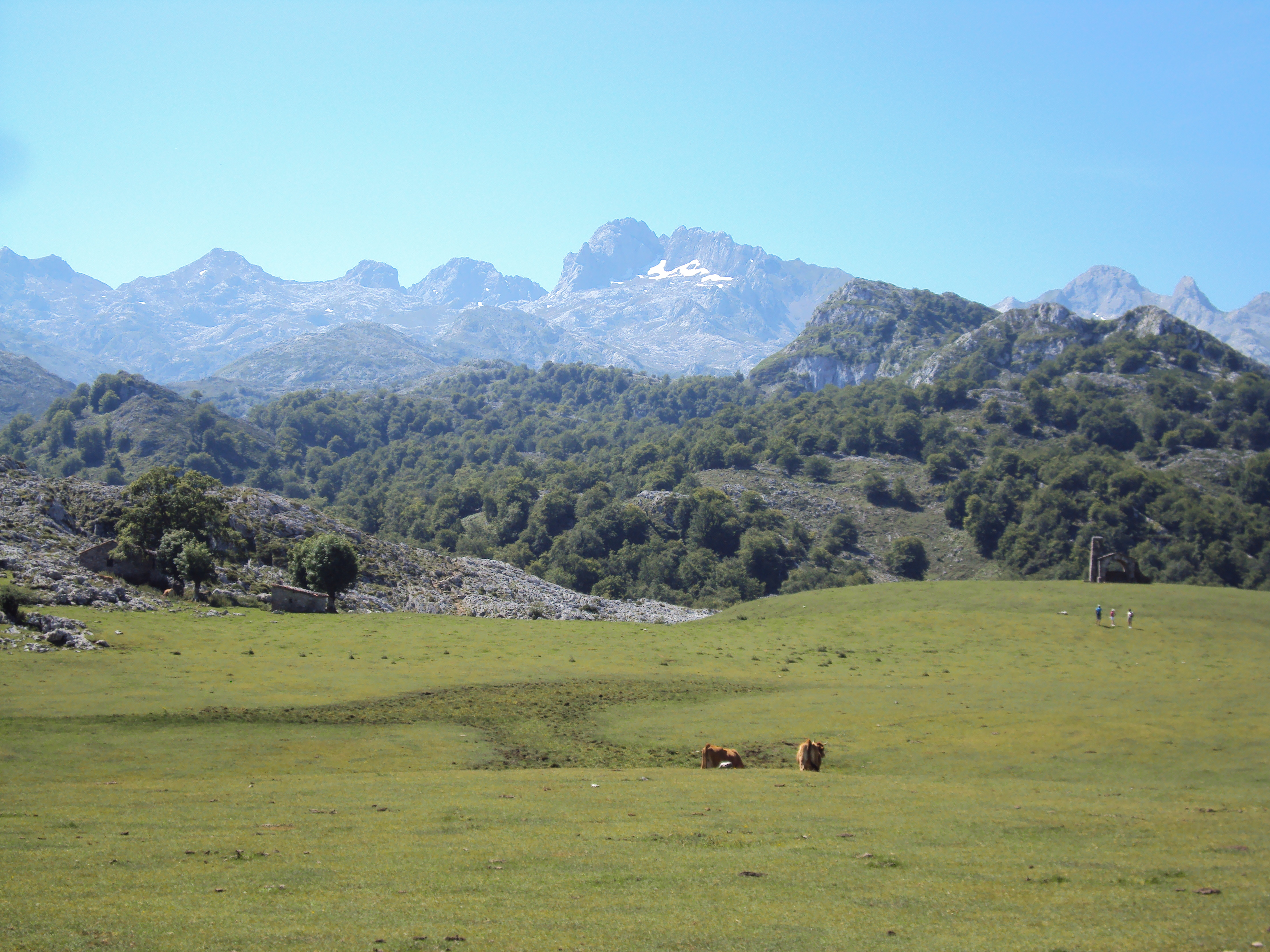
La Vega de Enol et La Chapelle du Bon Berger à droite

La Fête du Berger (Fiesta del Pastor) est célébrée tous les ans depuis 1939 le 25 juillet à la Vega de Enol (vallée glaciaire qui débouche sur le lac Enol). Cette fête a été déclarée Fête d'Intérêt Touristique (Fiesta de Interés Turístico) en 1965, et aujourd'hui d'Intérêt Touristique des Asturies. En 1994, la communauté des bergers des Pics d'Europe a reçu la récompense du Peuple Exemplaire (Pueblo ejemplar) du Prix Prince des Asturies (Premio Príncipe de Asturias).
Les pèlerins partent de Cangas de Onís à huit heures du matin vers la Vega de Enol distante de 11 kilomètres. Après deux heures de marche, la fête commence à dix heures du matin avec la traditionnelle messe dans la Chapelle du Bon Berger (Capilla del Buen Pastor), une petite chapelle de montagne située dans la Vega de Enol à 600 m du lac Enol,. Puis se réunissent le Conseil Ouvert de la coopération (Consejo Abierto la Corporación) et le Conseil de Bergers (Consejo de Pastores). Lors de ces instances, on effectue la répartition équitable des prairies, et on élit l'administrateur des bergers qui sera chargé d'appliquer la loi ainsi que la plus belle bergère.
Pendant cette journée, on se livre également à des jeux ruraux, on assiste à des courses de chevaux à cru, à des concours-expositions d'artisanat traditionnel, à des danses de groupes folkloriques et on escalade de la Porra de Enol, montagne voisine du lac,.

## Tourisme
Un aménagement touristique (sentiers pédestres pavés, mirador) appelé Mirador de entrelagos (Mirador d'entre les lacs) a été construit dans la zone élevée entre les deux lacs de manière à pouvoir profiter, dans un même panorama, du lac Ercina et du lac Enol.
Dans la Vega de Enol se trouve le Refuge de la Vega de Enol, à 600 m du lac Enol et à 200 m de La Chapelle du Bon Berger.

## Sports

### Cyclisme
De 1983 à 2016, les lacs de Covadonga ont été à 20 reprises le final d'étape dans le Tour d'Espagne cycliste. C'est une étape mythique avec un final difficile offrant une pente moyenne de 7,3 % entre Covadonga et les lacs, et localement à 15 % entre La Huesera et le Mirador de la Reina, que Bernard Hinault a comparé à l'étape de l'Alpe d'Huez dans le Tour de France.

### Randonnée

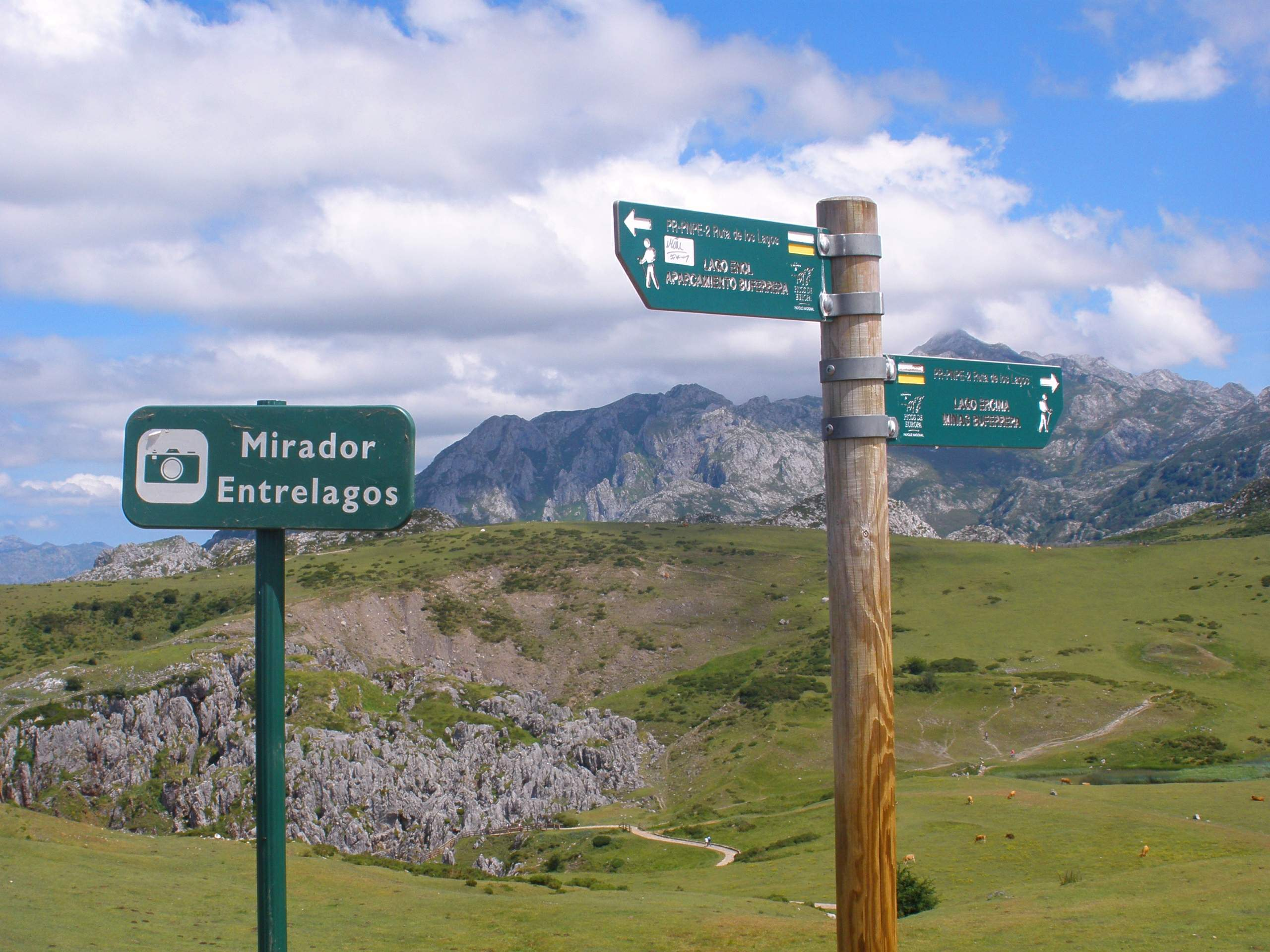
Balises de randonnée au Mirador de entrelagos.
Vue sur la Mine de Buferrera en arrière-plan avec son chaos de roches.

Les lacs de Covadonga sont à la croisée de nombre de chemins de randonnée, très présents dans toute la zone de montagne des Pics d'Europe.
Sentier des lacs de Covadonga (PR-PNPE-2)
Le sentier de randonnée principal des lacs de Covadonga est le PR-PNPE-2 (es) appelé Sentier des lacs (Ruta de los Lagos en espagnol). Il s'agit d'une boucle de 5 km qui, partant du lac Enol côté nord, passe par les points suivants : le Mirador del Príncipe, le Centre d'interprétation Pedro Pidal, la mine de Buferrera, la Picota de Enol et le Mirador de entrelagos, le lac Ercina, le lac de Bricia ou La Bega de Bricia si le lac est à sec, puis en contournant les Pics de Mosquital et Bricial, la Vega de Eno et La Ermita del Buen Pastor avant de revenir au point de départ en contournant le lac Enol sur la rive ouest. D'un dénivelé oscillant entre 1 040 m et 1 170 m d'altitude, le parcours de deux heures et demie  environ, sans compter les éventuels arrêts, est d'un niveau facile.
Randonnée Lacs de Covadonga - Refuge de la Vega de Ario - Caín de Valdeón - Chemin du Cares
Elle débute au lac Ercina en prenant la direction sud-sud est, et va de 1 108 m d'altitude à 1 634 m entre les points de départ et d'arrivée, soit un dénivelé de 526 m), passe par la majada de la Veguina o de la Ercina, la canal dite de la Cuenye, la Riega del Brazu, la majada de las Bobias, des cabanes de bergers pour l'estive, la majada de Redondiella, Jou del Llaguiellu, la côte de las Reblagas, las camperas de las Campizas y de los Abedules et el collado del Jito, depuis lequel on dispose d'une table d'orientation en pierre et d'une vue impressionnante sur le Massif central ou Massif des Urrieles (Macizo Central ou Macizo de los Urrieles).
Ce parcours des lacs jusqu'au refuge, d'une longueur de 6 kilomètres, nécessite 3 heures de marche.
Le Refuge de la Vega de Ario, également appelé Refugio del Marqués de Villaviciosa, accueille les randonneurs pour la nuit dans des dortoirs de 40 lits et permet la restauration.
Il est ensuite possible de poursuivre la randonnée vers l'est par la Canal de Trea (rivière) et descendre le flanc du Massif du Cornión (es) ou Massif Occidental en direction du village isolé de Caín de Valdeón. Un dénivelé très important de 1 200 m sépare le refuge du village de Caín. De là, deux possibilités sont offertes : 
- suivre le spectaculaire chemin du Cares jusqu'à Poncebos, le long d'une vallée appelée la Garganta divina (la Gorge divine) et le canal d'alimentation de la centrale électrique de Camarmeña (23 kilomètres, 6 heures de marche) ;
- accéder au massif des Urrieles en remontant la vallée de Caín vers l'est (dénivelé très important également).

## Galerie

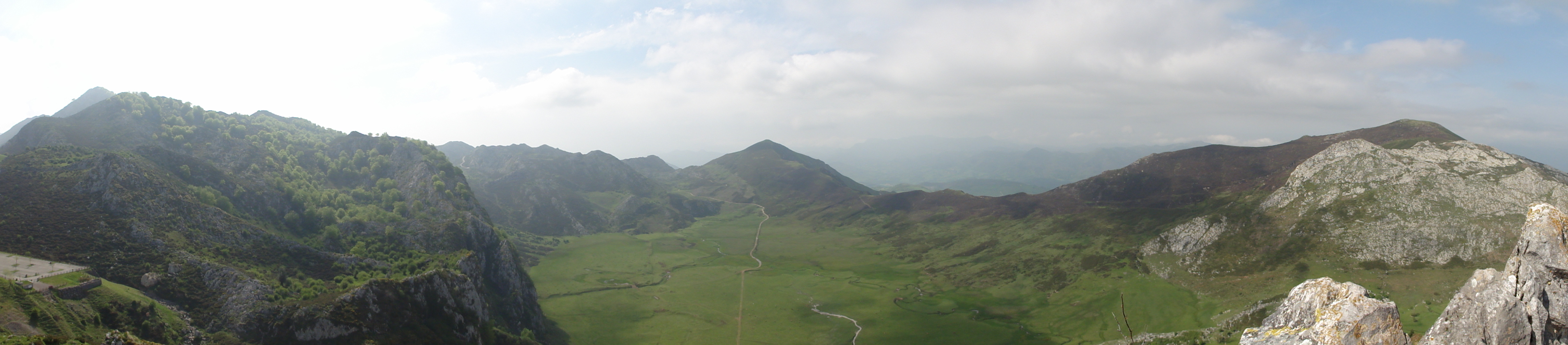
Depuis le Mirador del Príncipe, vue sur la Vega de Comeya (poljé),.

## Source de la traduction
- (es) Cet article est partiellement ou en totalité issu de l’article de Wikipédia en espagnol intitulé « Lago Enol » (voir la liste des auteurs).